# Copiapoa laui

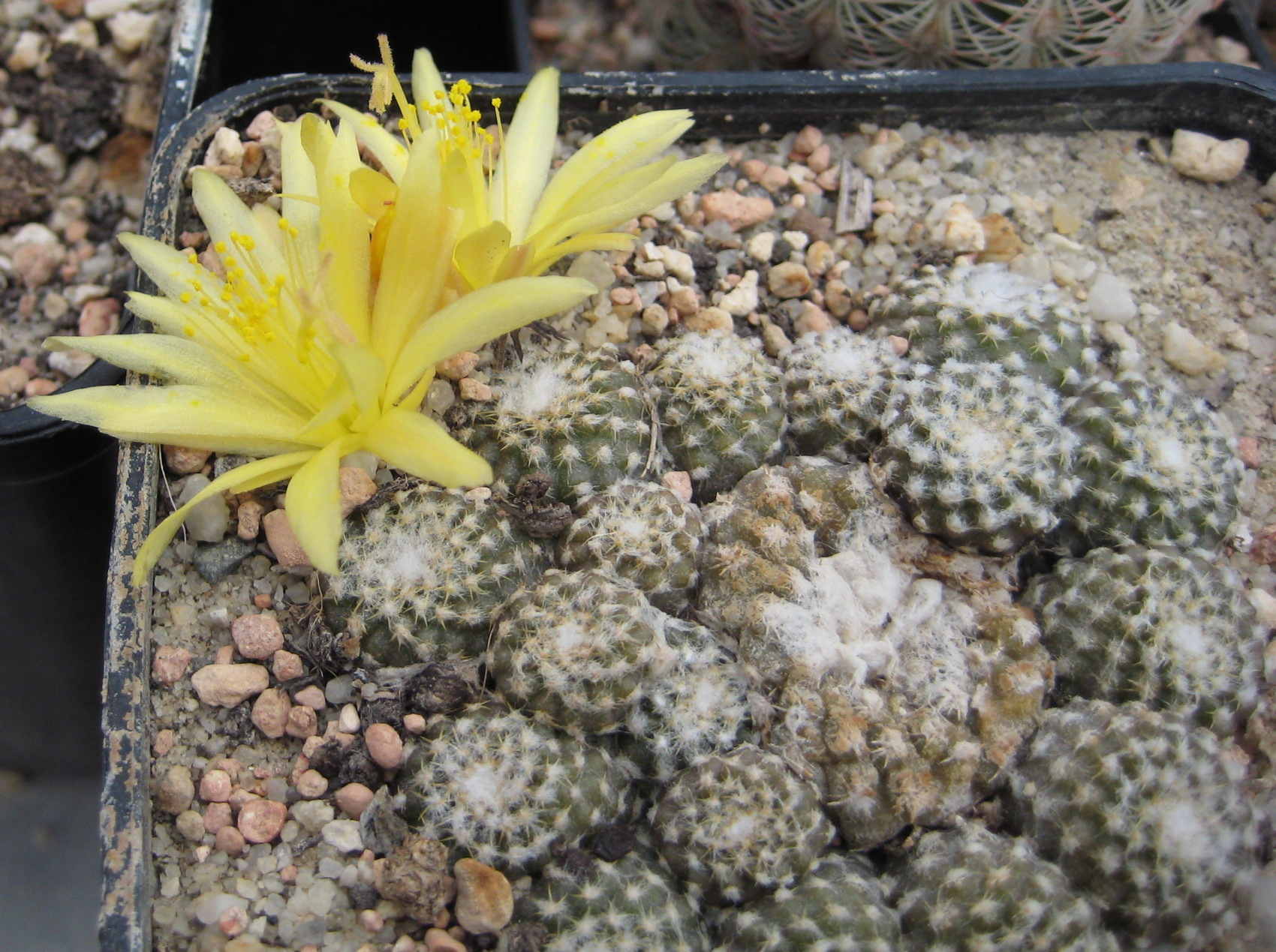
Copiapoa laui in Kultur

Copiapoa laui ist eine Pflanzenart aus der Gattung Copiapoa in der Familie der Kakteengewächse (Cactaceae). Das Artepitheton laui ehrt den deutschen Missionar und Kakteenforscher Alfred Bernhard Lau.

## Beschreibung
Copiapoa laui wächst meistens mehrköpfig, bodeneben oder leicht eingesenkt mit zum Teil eingesenktem Scheitel. Die einzelnen Triebe sind abgeflacht, kugelig, grau bis rötlich braun, manchmal auch grünlich. Sie sind 1 bis 1,5 Zentimeter hoch und 1 bis 3 Zentimeter im Durchmesser groß. Die deutlich ausgebildeten mehr oder weniger als 15 Rippen sind spiralartig in kleine Höcker aufgelöst. Die Areolen sind kreisrund und mit etwas Wolle besetzt. Die Dornen sind schwarz gefärbt, nadelig und 2 bis 4 Millimeter lang. Ein Mitteldorn fehlt häufig ganz. Die 4 bis 7 Randdornen sind ganz am Pflanzenkörper angedrückt.
Die gelben Blüten erscheinen im Scheitel. Sie sind 1,5 bis 1,8 Zentimeter lang und haben rötliche Perianthsegmentspitzen. Die Früchte sind klein. Copiapoa laui gehört zu den kleinsten Kakteen überhaupt.

## Verbreitung und Systematik
Copiapoa laui ist in Chile in den Regionen Antofagasta und Atacama im Nationalpark Pan de Azúcar und bei La Esmeralda verbreitet.
Die Erstbeschreibung erfolgte 1980 durch Lothar Diers. Nomenklatorische Synonyme sind Copiapoa hypogaea var. laui (Diers) A.E.Hoffmann (1989) und Copiapoa hypogaea subsp. laui (Diers) G.J.Charles (2006).

## Nachweise